# Museo histórico de Sughd
El Museo histórico de Sughd (en tayiko: Осорхонаи таърихии вилояти Суғд) es un museo de historia regional en Khujand, la segunda ciudad más grande en el país centroasiático de Tayikistán. Cuenta con una amplia gama de artefactos relacionados con la historia de la región de la provincia de Sughd de Tayikistán.